# Brotia pseudosulcospira
Brotia pseudosulcospira е вид охлюв от семейство Pachychilidae. Видът не е застрашен от изчезване.

## Разпространение и местообитание
Разпространен е в Тайланд.
Обитава пясъчните дъна на сладководни басейни и реки.